# Estadio Centenario Dr. José Luis Meiszner
Estadio Centenario Dr. José Luis Meiszner – stadion piłkarski w Quilmes, w Argentynie. Został on oddany do użytku 25 maja 1995 roku. Stadion ma pojemność do 30200 widzów.